# Logrian-Florian
Logrian-Florian ist eine französische Gemeinde im Département Gard in der Region Okzitanien. Sie gehört zum Kanton Quissac und zum Arrondissement Le Vigan. 

## Lage
Die Gemeinde grenzt im Nordwesten an Saint-Jean-de-Crieulon, im Norden an Saint-Nazaire-des-Gardies, im Nordosten an Canaules-et-Argentières, im Osten an Puechredon, im Südosten an Bragassargues und im Südwesten und im Westen an Quissac. Durch das Gemeindegebiet verläuft der Fluss Crieulon, der an der südlichen Grenze in das Hochwasserrückhaltebecken der Barrage de la Rouvière einfließt.

## Bevölkerungsentwicklung

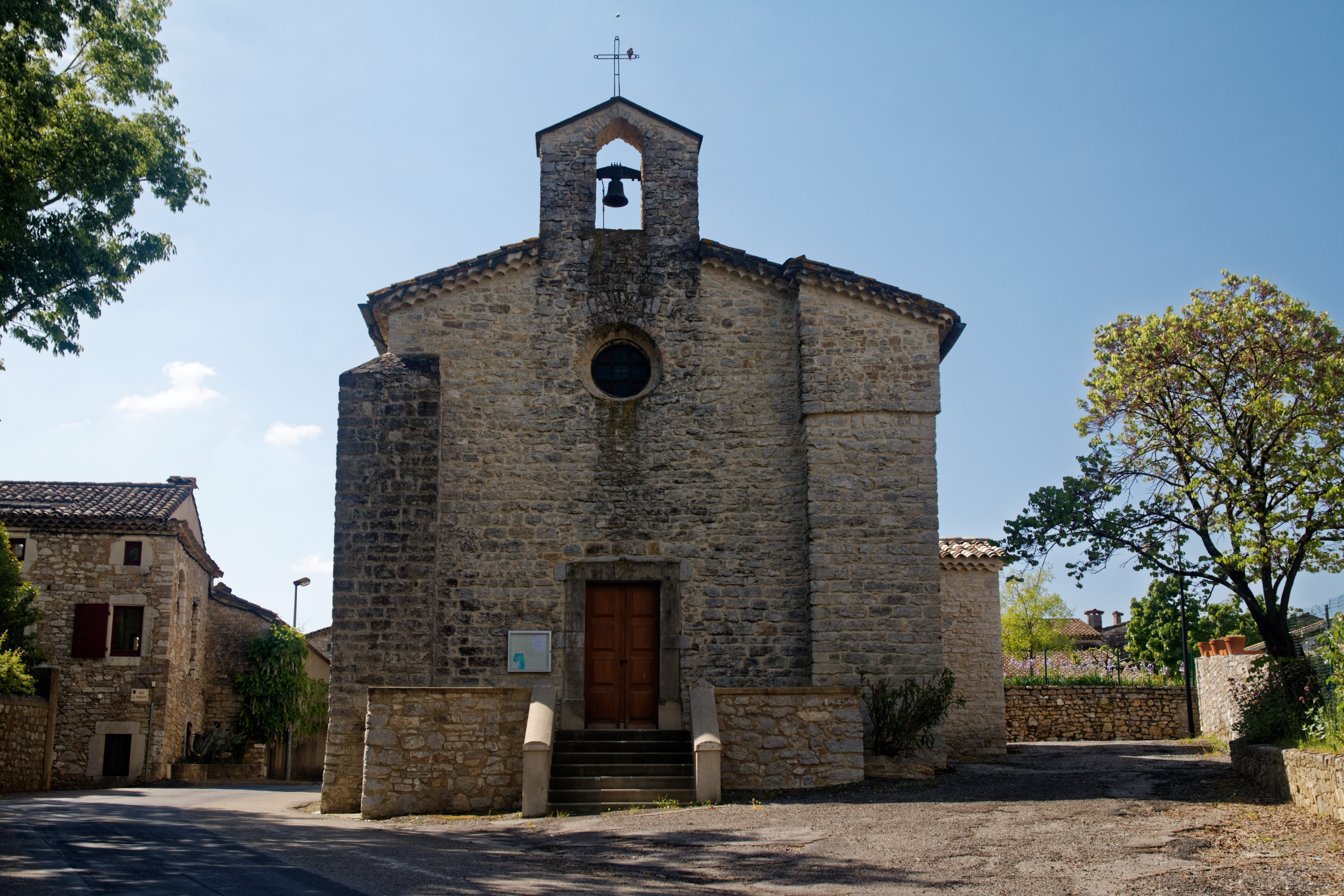
Kirche Saint-Martin

| Jahr      | 1962 | 1968 | 1975 | 1982 | 1990 | 1999 | 2008 | 2017 |
| --------- | ---- | ---- | ---- | ---- | ---- | ---- | ---- | ---- |
| Einwohner | 174  | 177  | 154  | 152  | 170  | 227  | 263  | 264  |